# Herbulotiana
Herbulotiana é um gênero de traça pertencente à família Agonoxenidae.